# 第百二号型駆潜特務艇
第百二号型駆潜特務艇（だいひゃくにごうがたくせんとくむてい）は、日本海軍の駆潜特務艇。旧オランダ海軍アルジョエノ（Ardjoeno）級沿岸用掃海艇。

## 概要
元はオランダ海軍がスラバヤで建造した沿岸掃海艇であり、沿岸の行動を想定された排水量およそ80トンの小型艇だった。102号など4隻は日本軍侵攻時、スラバヤで自沈していたところを捕獲かつ浮揚して整備し、艦籍に編入した。また、118号は建造中の船体を捕獲して建造を継続し、完成させた。
小型の船体ゆえに船団護衛には使用されず、同方面の各根拠地隊に配属され、湾岸防備用に使用されたと推定される。
終戦までに2隻が戦没し、残り3隻はオランダ軍に接収されたが、インドネシア独立の混乱で失われたようである。

## 同型艇
すべてオランダ海軍沿岸用掃海艇。建造所はスラバヤ工廠。
- 102号 - 旧アルジョエノ（Ardjoeno）。1937年（昭和12年）進水。1942年（昭和17年）3月2日スラバヤで自沈時捕獲。7月10日艦籍編入。沈没日不明、1945年（昭和20年）初頭に沈没と推定[1]。
- 104号 - 旧ガデー（Gadeh）。1937年進水。1942年3月2日スラバヤで自沈時捕獲。10月15日艦籍編入。1945年8月バタビアで接収される。
- 109号 - 旧カウィ（Kawi）。1937年進水。1942年3月2日スラバヤで自沈時捕獲。12月20日艦籍編入。1943年（昭和18年）8月14日、バリクパパンでアメリカ軍機の攻撃を受け沈没。
- 110号 - 旧ラウォエ（Lawoe）。1937年進水。1942年3月2日スラバヤで自沈時捕獲。12月20日艦籍編入。1945年8月スラバヤで接収される。
- 118号 - 旧サラク（Salak）。1942年3月スラバヤで建造中を捕獲。1944年（昭和19年）7月31日艦籍編入。1945年8月スラバヤで接収される。